# Persoonia scabra
Persoonia scabra (лат.) — кустарник, вид рода Персоония (Persoonia) семейства Протейные (Proteaceae), эндемик юго-запада Западной Австралии. Прямостоячий или раскидистый куст с опушёнными молодыми веточками, узкими продолговатыми или копьевидными листьями и жёлтыми цветками, расположенными поодиночке, парами или тройками.

## Ботаническое описание
Persoonia scabra — прямостоячий или раскидистый куствысотой до 0,3-0,9 м с гладкой корой и молодыми веточками, опушёнными сероватыми или белесыми волосами первые 3-4 года. Листья от узких продолговатых до копьевидных с более узким концом к основанию, длиной 15-35 мм и шириной 2,5-6 мм, иногда с острым концом на конце. Цветки расположены поодиночке, парами или тройками, на цветоножке 1,5-4,5 мм длиной с чешуйчатым листом у основания. Листочки околоцветника жёлтые, длиной 6,5-10 мм, пыльники жёлтые. Цветёт с ноября по январь, плод — гладкая эллиптическая костянка 8-9,5 мм в длину и 4,5-5 мм в ширину.

## Таксономия
Впервые вид был официально описан в 1810 году Робертом Брауном в Transactions of the Linnean Society of London по образцам, собранным им в заливе Лаки.

## Распространение и местообитание
Persoonia scabra — эндемик юго-запада Западной Австралии. Растёт в открытом кустарнике в районе между национальным парком Фрэнка Ханна, горой Бураминья и мысом Ле-Гранд на юго-западе Западной Австралии.

## Охранный статус
Вид классифицируется классифицируется как «третий приоритет» Департамента парков и дикой природы правительства Западной Австралии, что означает, что она малоизвестна и известна лишь в нескольких местах, но не находится под непосредственной угрозой.